# Ortyxelos
Ortyxelos – rodzaj ptaków z rodziny przepiórników (Turnicidae).

## Zasięg występowania
Rodzaj obejmuje jeden współcześnie występujący gatunek w Afryce.

## Morfologia
Długość ciała 10–13 cm; masa ciała samców 16–20 g; samice większe od samców.

## Systematyka

### Etymologia
- Ortyxelos: gr. ορτυξ ortux, ορτυγος ortugos „przepiórka”; ἑλος helos „bagno”[5].
- Torticella: od Le Torticelle, prawdopodobnie zdrobnienie nazwy rodzaju Ortyxelos Vieillot, 1825[6]. Gatunek typowy: Turnix meiffrenii Vieillot, 1819; młodszy homonim Torticella Rafinesque, 1833 (Mollusca).
- Psilocnemis: gr. ψιλος psilos „goły”; κνημη knēmē „noga”[7]. Nowa nazwa dla Torticella Gloger, 1842.

### Podział systematyczny
Do rodzaju należą: jeden współcześnie występujący gatunek:
- Ortyxelos meiffrenii (Vieillot, 1819) – przepiórnik białoskrzydły

oraz jeden gatunek wymarły w miocenie:
- Ortyxelos janossyi Zelenkov, Volkova & Gorobets, 2016